# أبا ذينة (الشرية)

تعديل مصدري - تعديل

أبا ذينة هي إحدى قرى عزلة آل غنيم بمديرية الشرية التابعة لمحافظة البيضاء، بلغ تعداد سكانها 136 نسمة حسب تعداد اليمن لعام 2004.